# 拉姆丹·图哈米
拉姆丹·图哈米（法語：Ramdane Touhami，1974年9月23日—）是法国摩洛哥裔艺术家、创意总监和企业家，媒体常称其为「跨领域企业家」。从90年代起，他先后涉猎时尚、艺术、公关和美妆行业，并创办了多家企业。他因复兴Cire Trudon，世界上最古老的蜡烛制造品牌而声名鹊起。随后他与妻子维多利亚·德·泰亚克-图哈米共同创立了源自巴黎19世纪的美妆品牌l'Officine Universelle Buly。
作为一名以直言不讳和挑衅性而闻名的商业领袖，他在 2025 年被 Médiapart 调查指控“让员工的生活陷入地狱”，该调查由 解放报 转载。这项调查特别谴责了他的残酷管理以及他每天的侮辱行为，包括言语暴力、蔑视和种族歧视。《L'Informé》的一篇文章还透露，2024 年末，他被香水公司 L.T. 指控抄袭。皮弗。

## 早年生活
拉姆丹·图哈米生于一个法国摩洛哥裔六口之家，成长于法国南部奥克西塔尼大区下的市镇蒙托邦。12岁时，他获得采访当时法国总统希拉克的机会。

他童年长于乡村，早在他上学之时，就创建了自己的T恤品牌，Teuchiland ，意在模仿品牌The Timberland Company，但加上了对大麻的指代。他因此挖到了人生的第一桶金，但不料被绑架，之后一文不剩。之后他辍学，混迹黑帮，但发现自己不适合，于是北上巴黎，在街头流浪了一年 。流浪时他被捅负伤，伤疤一直跟随他到今日。
此后，他在巴黎创建了自己的第一个概念店，L’Epicerie，一个“潮流公园”，里面应有尽有，服装、配饰、音乐、艺术作品，甚至还可以举办活动，旨在反对当时流行的科莱特时尚买手店，也因此快速得到了诸多媒体的争相报道，比如《Dazed & Confused》，《国际先驱论坛报》，《世界报》和《纽约时报》等等。

## 职业生涯

### 创意总监
拉姆丹为诸多品牌做过创意工作，协助时装店和奢侈香氛品牌重新设计店铺、升级品牌形象。

他的职业生涯起始于2000年，重启日本Sazaby集团旗下的时尚品牌And A，重新规划了品牌室内装修、视觉效果、营销物料、材料采购、内部陈列、服装设计，甚至店内歌单。2003年，拉姆丹应伦敦著名百货公司Liberty的邀请，改造其男装部门。他集合了56个潮流小品牌，创建了一个步入式的时尚男装衣橱。此后2010年，他为巴塞罗那Santa Eulalia酒店做了新的概念设计，打造了 "Bar à eaux de cologne"（香氛吧）。
他的主要成就之一是Cire Trudon，一家成立于1643年、沉睡了350多年的法国蜡烛制造品牌。为了重塑昔日的辉煌，他将品牌改回原来的名字，重新设计装修了店面，用植物蜡改进了原来的配方，还设计了20款香氛蜡烛，每款背后都有独特的故事，这些故事往往与品牌或法国历史有关。
2019年6月，他创立了自己的创意广告公司，Art Recherche Industrie，提供设计美学方面的指导，包括建筑设计、字体排版、摄影写作、产品开发、品牌更新，以及重新定位。ARI的运作模式与众不同：100%自主创意，并且零外包 。ARI和拉姆丹自己的美妆品牌Officine Universelle Buly（简称Buly 1803）紧密合作，同时也协助其他品牌展开创意支持工作，譬如Moncler。

### 企业家
尽管之前做过许多创意指导工作，拉姆丹更认同 "企业家的逻辑"。2003年，他创立了定制男装品牌R.T.，亲力亲为挑选、绘制和开发了面料和印花，随后推出了更具都市风格的副线Résistance，致敬重要的历史和政治人物。R.T. & Résistance曾在全球180家零售店销售，包括巴黎时尚精品店Maria Luisa、纽约Nom de guerre、东京伊势丹等，随后更是设计了黑豹党40周年纪念款服装
。
拉姆丹在时装业大展拳脚后，便投入了香氛行业。2010年，拉姆丹结束了在Cire Trudon的工作，成立了自己的香氛工作室Architecture Olfactive，为不同的品牌和企业设计招牌香氛，如巴黎服装品牌The Kooples、纽约巴尼斯百货公司和美世酒店 （页面存档备份，存于）、巴塞罗那的Santa Eulalia酒店，以及香格里拉大酒店，甚至还负责某些活动的香氛设计。
2014年，他与妻子创建了美妆品牌Officine Universelle Buly，地处巴黎六区波拿巴路6号。该品牌最初于1803年由Jean-Vincent Bully创立，两百年之后由图哈米夫妇振兴，目前在全球各地均有商店，售卖多种商品，例如水基底香氛、香薰蜡烛等等 。

## 個人生活
拉姆丹的妻子是维多利亚·德·泰亚克-图哈米 ，她既是美容专家，也是标志概念时尚买手店科莱特的前公关总监。自90年代相识以来，无论是在爱情上还是在事业上，他们一直是亲密无间的合作伙伴。图哈米夫妇与他们的三个孩子，目前常住在法国巴黎。

## 荣誉
2020年12月，拉姆丹获得法国文学与艺术骑士勋章。

## 出版物
- 2003：参与Hello Kitty30周年东京特别创作展；
- 2006：拉姆丹的第一部电影《海景》发行，与法国平面艺术家Artus de Lavilléon共同执导；
- 2013：发行了与妻子维多利亚合作的独立美妆杂志《Corpus》；
- 2017出版了：
  - 《自然美丽图册（英国版）》Ebury出版社（ISBN: 978-1-785-03494-7）[27] ；
  - 《自然美丽图册（法语原版）》Ebury出版社（ISBN: 978-2-232-14494-3）[28] ；

- 2018出版了：
  - 《自然美丽图册（美国版）》, 西蒙与舒斯特出版社（ISBN: 978-1-501-19735-2）[29] ；

- 2020发行了：
  - 拉姆丹·图哈米的个人杂志《WAM》，由Art Recherche Industrie自行出版；
  - 《自然美丽图册（俄文版）》Azbooka出版社（ISBN: 978-5-389-16265-5）[30]

## 引用
1. ↑   #50 Ramdane Touhami (Officine Universelle Buly), retrieved 21 February 2019
2. ↑  "Former Cire Trudon Co-Owner Revives Historic Beauty Brand". The Business of Fashion. 26 March 2014. Retrieved 16 April 2018.
3. ↑  Kazakina, Katya (16 November 2010). "Whiff of Marie Antoinette at 367-Year-Old Candle Maker's Shop". Bloomberg BusinessWeek. Retrieved 7 May 2011.
4. ↑  Thomas, Dana (4 July 2017). "Ramdane Touhami's New French Empire". The New York Times. ISSN 0362-4331. Retrieved 16 April 2018.
5. ↑   "Ramdane Touhami". Pen Magazine International. Retrieved 18 April 2018.
6. ↑  Zerouali, Khedidja. . Mediapart. 2025-03-19  [2025-03-28]. （原始内容存档于2025-04-26） （法语）.
7. ↑  LIBERATION. . Libération.   [2025-03-28]. （原始内容存档于2025-04-06） （法语）.
8. ↑  . l'Informé. 2024-09-26  [2025-04-23] （法语）.
9. 1 2  Grazia.fr. . 2019-09-02  [2021-04-22]. （原始内容存档于2021-04-27）.
10. ↑  {Cite web|title=Montauban. Les «années collège» de Ramdane Touhami|url=https://www.ladepeche.fr/2019/11/28/les-annees-college-de-ramdane-touhami,8567883.php%7Caccess-date=2021-03-30%7Cwebsite=ladepeche.fr%7Clanguage=fr}}%5B%5D
11. ↑  . ramdane.com.   [16 April 2018]. （原始内容存档于2021-04-22）.
12. ↑  . Kinfolk. 2018-02-20  [2021-03-30]. （原始内容存档于2021-04-22） （英国英语）.
13. ↑  . France Culture.   [2021-03-30]. （原始内容存档于2017-09-25） （法语）.
14. ↑  .   [2021-04-22]. （原始内容存档于2021-04-22）.
15. ↑  . santaeulalia.com.   [17 April 2018]. （原始内容存档于2020-01-24）.
16. ↑  . Le Monde.fr. 2018-04-20  [2021-03-30]. （原始内容存档于2021-04-24） （法语）.
17. ↑  .   [2021-03-30]. （原始内容存档于2021-02-24） （美国英语）.
18. ↑  . www.ramdane.com.   [2021-03-30]. （原始内容存档于2020-02-21）.
19. ↑  Voight, Rebecca. . The New York Times. 2006  [16 April 2018]. ISSN 0362-4331. （原始内容存档于2021-04-22）.
20. ↑  Limnander, Armand. . The New York Times. 2006-03-12  [2021-03-30]. ISSN 0362-4331. （原始内容存档于2021-04-22） （美国英语）.
21. ↑  buly1803.com/en/
22. ↑  Fetto, Funmi. . the Guardian. 2018-09-02  [2021-03-30]. （原始内容存档于2020-09-29） （英语）.
23. ↑  Thomas, Dana. . The New York Times. 2017-07-04  [2021-03-30]. ISSN 0362-4331. （原始内容存档于2021-04-22） （美国英语）.
24. ↑  . MKRS.   [2021-03-30]. （原始内容存档于2021-04-22） （英语）.
25. ↑  Cook, Grace. . www.ft.com. 2019-12-05  [2021-03-30]. （原始内容存档于2021-04-27） （英国英语）.
26. ↑  . the Guardian. 2018-01-20  [2021-03-30]. （原始内容存档于2020-11-09） （英语）.
27. ↑  Taillac, Victoire de. . Ramdane Touhami. London. 2017. ISBN 978-1-78503-494-7. OCLC 1011147170.
28. ↑  Taillac, Victoire de. . Ramdane Touhami, Isaure de Benque, L'Officine Universelle Buly. Paris. 2017. ISBN 978-2-232-14494-3. OCLC 1130898395.
29. ↑  de Taillac, Victoire. . Ramdane Touhami hardcover. New York: Simon & Schuster. 2018. ISBN 978-1-5011-9735-2. OCLC 1045640565.
30. ↑  De Taillac, Victoire. . Russia: Azbooka. 2020. ISBN 978-5-389-16265-5.